# 今川義用
今川 義用（いまがわ よしもち）は、江戸時代後期の高家旗本。今川義彰の長男。今川家21代当主。

## 生涯
文化5年（1808年）12月1日、将軍徳川家斉に御目見する。文政元年（1818年）11月4日、父義彰の死去により、家督を相続する。文政2年（1819年）12月24日に高家職に就き、従五位下・侍従に叙任し、刑部大輔を称する。後に上総介に改める。
高家として日光東照宮代参使などを務める。文政8年（1825年）には伊勢神宮代参使を、文政12年（1829年）と天保8年（1837年）には京都御使を務めている。
高家の職務を果たすためには格式に見合った威儀を整えなければならず、その経済的な負担は大きかった。義用は知行所への夫金・御用金徴収、人員徴発でこれを賄っているが、天保7年（1836年）には天保の大飢饉という状況下で、御用金の供出に困窮した知行地の百姓たちが屋敷の門前に押しかける門訴を起こしている。天保9年（1838年）4月には神田にあった屋敷が大火で類焼し、再建のため知行地に御用金を課したが、その割り当てをめぐって村方騒動が発生し、下井草村の名主が更迭されている。
天保10年（1839年）12月28日死去、享年54。

## 系譜
今川範叙は孫にあたる。
父母
- 父：今川義彰
- 母：小笠原政方の娘・栄寿院

妻
- 正室
本庄道昌の娘。寛政6年（1794年）生まれ、文政9年（1826年）1月5日没。法名：霊光院殿鏡室妙円大姉。

子女
- 長男：今川義順
- 次男：西尾治左衛門（文化9年5月11日（1812年6月19日） － 嘉永6年12月26日（1854年1月24日））
幼名吟治郎。部屋住みのまま42歳で没し、長延寺に葬られた。法名：窓寒院義山了明居士。